# Taormina
Taormina (Siciliaans: Taurmina) is een stad op Sicilië in Italië. Het aantal inwoners bedroeg in 2005 10.161.

## Geschiedenis
In de oudheid was de stad een Griekse kolonie genaamd Tauromenion, gesticht vanuit Syracuse. In het jaar 902 werd de toen Byzantijnse stad veroverd door Arabische troepen. Hierbij werden enige duizenden burgers gedood. Het aartsbisdom Taormina hield op te bestaan.

## Ligging
De plaats is gelegen tegen een berghelling. Taormina heeft één hoofdstraat, de Corso Umberto met veel restaurants en winkels. Het stadspark Giardino Pubblico biedt uitzicht over de zee.
De vulkaan Etna is vanuit de stad zichtbaar en soms hoorbaar. Bij de stad ligt Giardini-Naxos, de oudste Griekse vestiging buiten Griekenland en nu een bij Italianen populaire badplaats. Boven Taormina op de Monte Tauro ligt het dorpje Castelmola met de ruïnes van een kasteel. Voor de kust ligt het rotseilandje Isola Bella. Het strand van Mazzaro is vanuit de stad per kabelbaan bereikbaar.

## Bezienswaardigheden
- Teatro Greco, een Grieks-Romeins theater met podium en coulissen. In dit theater wordt het internationaal filmfestival van Taormina gehouden en in de zomermaanden zijn er concerten. Goethe vond dit het mooiste openluchttheater ter wereld. En ook Louis Couperus heeft er vol liefde over geschreven.
- Het Odeon, een klein Romeins theater uit de tweede eeuw, deels gelegen onder de barokkerk San Caterina.
- Duomo (kathedraal) (13e eeuw),
- Palazzo Corvaja (14e en 15e eeuw)
- Palazzo Duchi di Santo Stefano (20e-eeuwse reconstructie van middeleeuws paleis)
- Fontein uit de Barok (1635),
- San Domenico-kerk
- Sint-Pancratiuskerk met archeologische site van de tempel toegewijd aan Serapis. Pancratius van Taormina is de beschermheilige van de gemeente.
- De Grotta Azzura bij het strand van Mazzaro.
- Het Castello di Taormina, ook genoemd Castello di Monte Tauro of Castello Saraceno.

## Bekende bezoekers
Vele moderne beroemdheden deden Taormina aan zoals Johann Wolfgang von Goethe in 1787, die er een paar bladzijden aan wijdde in zijn Italienische Reise.
Aan het eind van de negentiende eeuw kwam de Duitse schilder Otto Geleng, die landschapsschilderijen maakte en de Duitse (naakt)fotograaf Wilhelm von Gloeden. Ze lokten vele kunstenaars naar Taormina, onder meer Oscar Wilde, D.H. Lawrence, Thomas Mann en Richard Strauss. De Hongaarse schilder Tivadar Kosztka Csontváry maakte omstreeks 1905 een schilderij van de ruïnes van het Griekse amfitheater.
De Europese adel, zoals de Duitse keizer Wilhelm II en de Oostenrijkse keizerin Elisabeth van Oostenrijk-Hongarije, overwinterde hier graag vanwege het zachte klimaat.
In de twintigste eeuw kwamen filmsterren  zoals Greta Garbo, Marlene Dietrich, Cary Grant, Elizabeth Taylor in de stad logeren. Het hoogseizoen kwam in de zomer te liggen.
Op 26 en 27 mei 2017 vond in Taormina de bijeenkomst van de  Groep van Zeven (G7) plaats, waar onder meer de toenmalige Amerikaanse president Donald Trump aan deelnam.

Afbeeldingen van Taormina
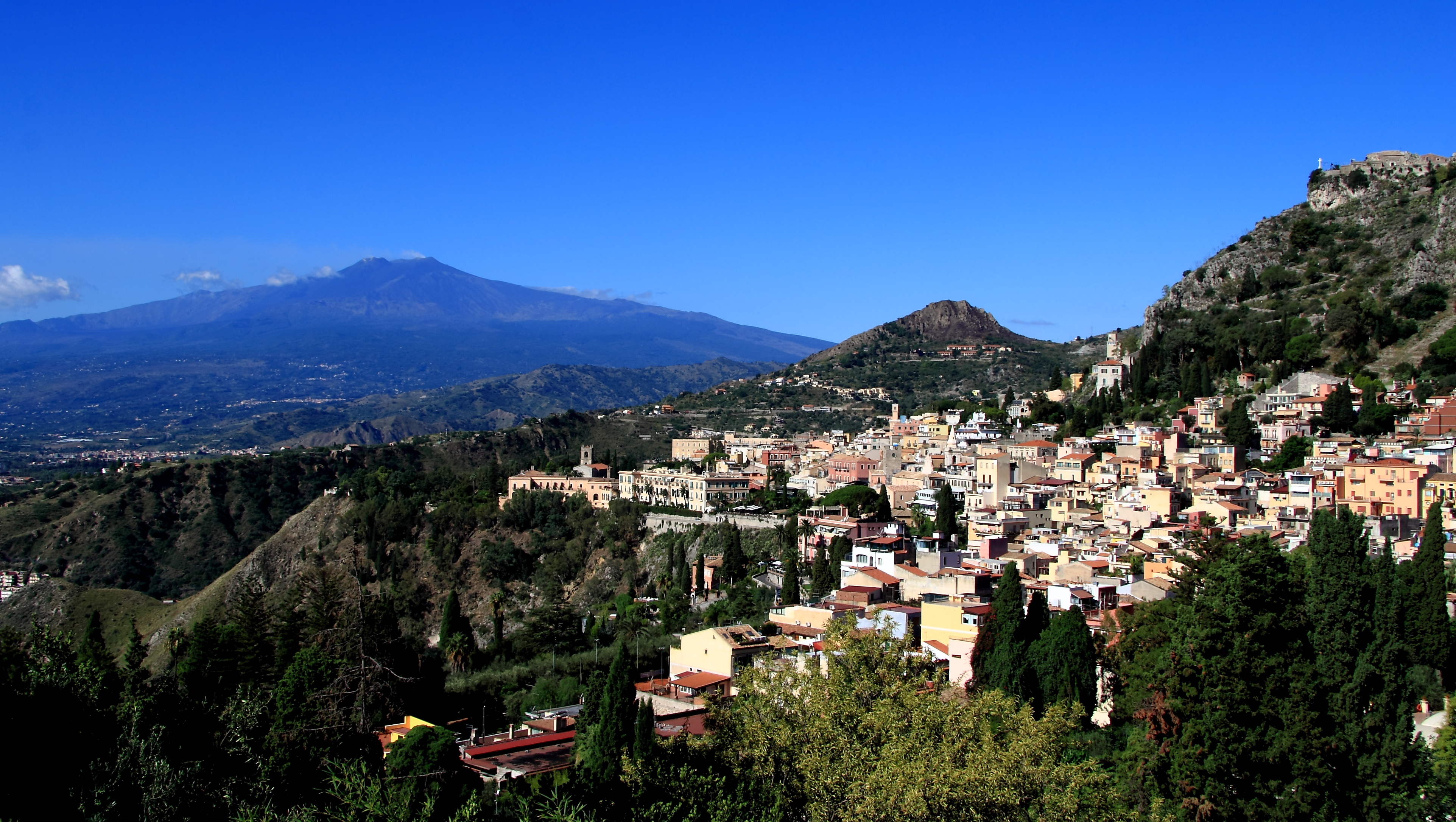
Panorama van Taormina met Etna
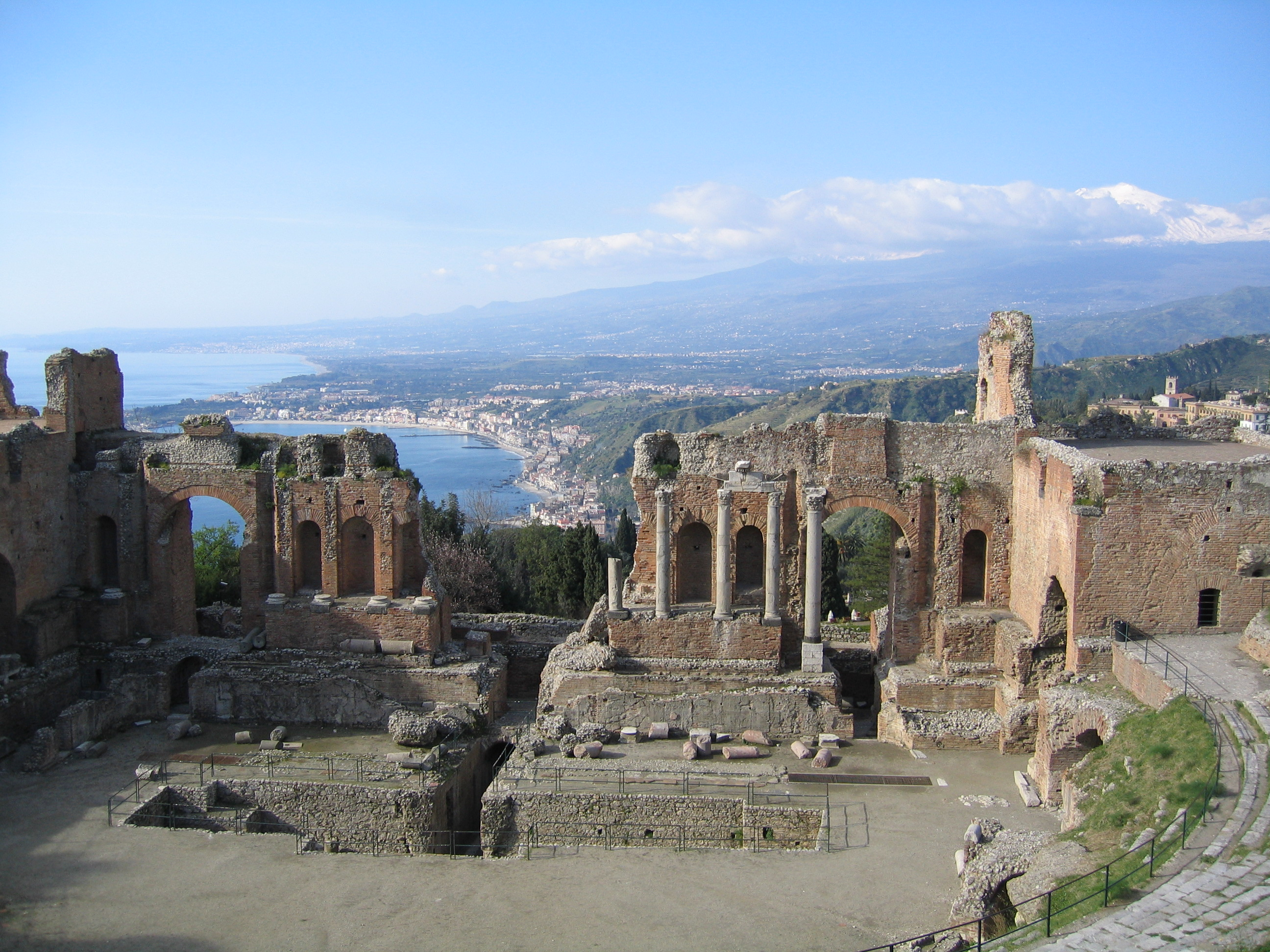
Grieks-Romeins theater
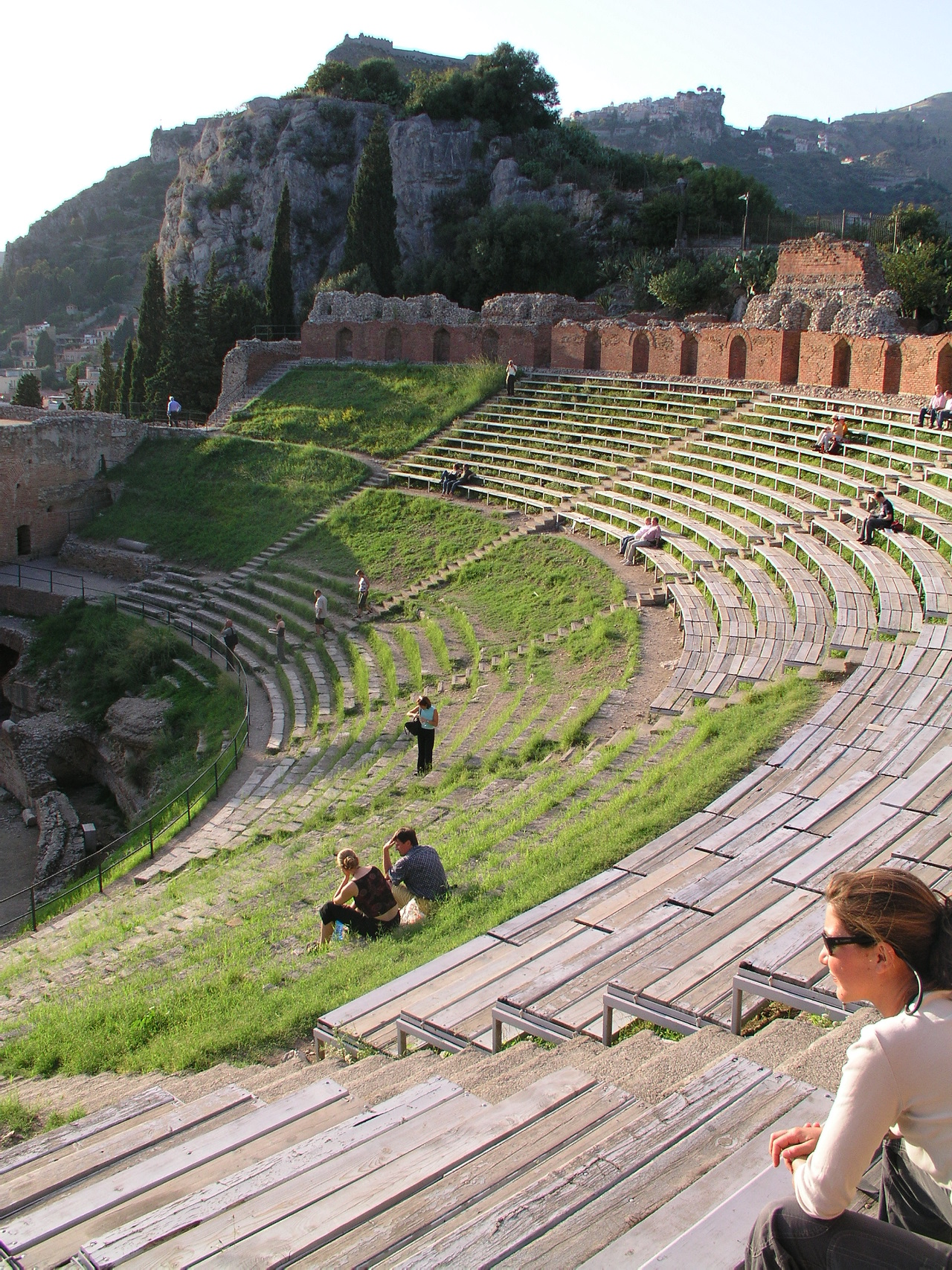
Tribune Teatro Greco
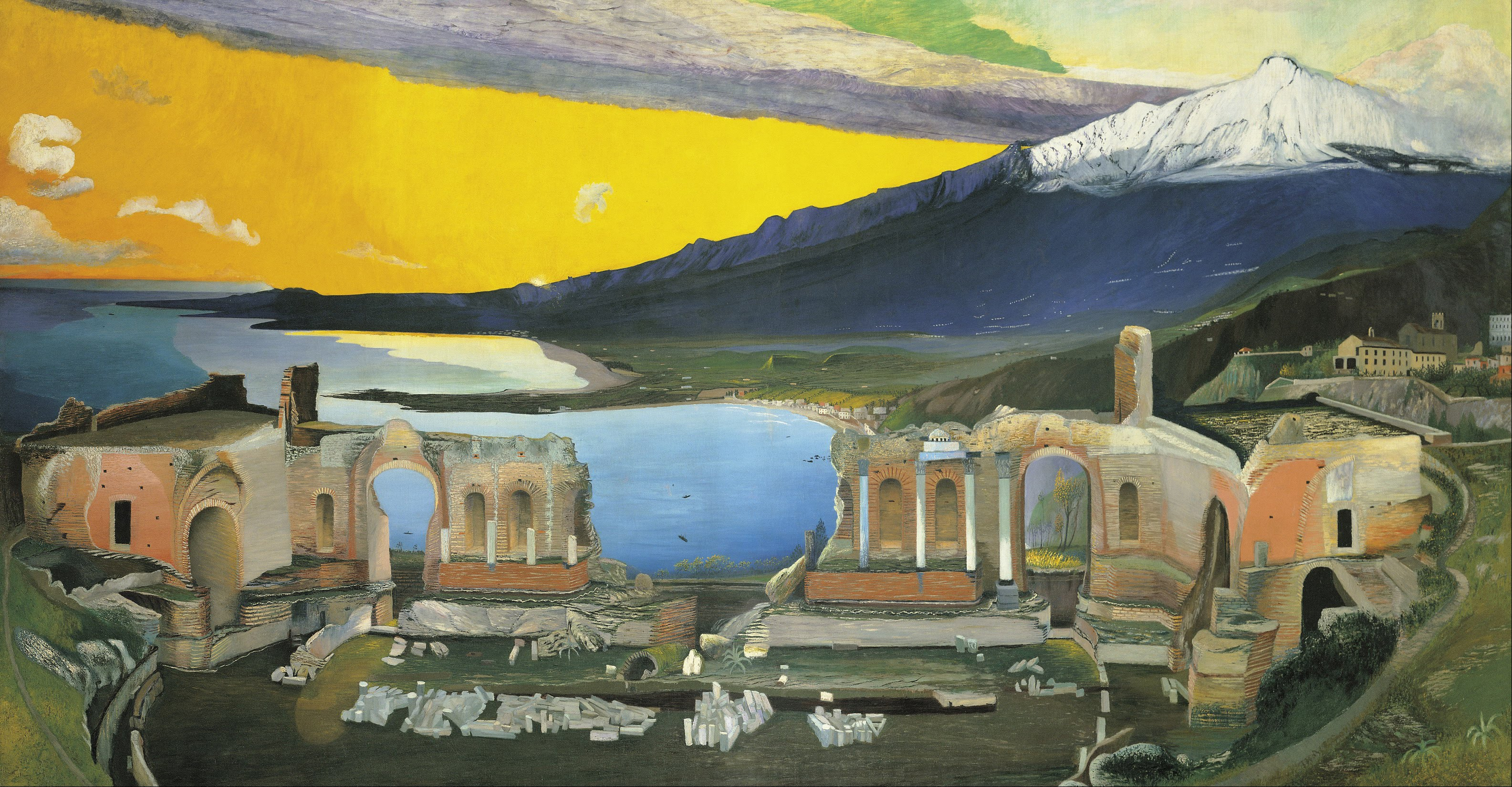
Ruïnes van het Griekse amfitheater, 1904–1905 Tivadar Kosztka Csontváry

## Geboren
- Timaeus van Tauromenium (4e eeuw v.Chr.), geschiedschrijver
- Settimio Cipolla (1852- ), pedagoog, schrijver
- Salvatore Calandruccio (1858-1908), medicus-parasitoloog, zoöloog
- Francesco Buzzurro (1969), gitarist
- Guido Caprino (1974), acteur